# Шаянська (мінеральна вода)
Шаянська — вуглекисла, слабомінералізована, гідрокарбонатна, натрієва, лікувально-столова вода із загальною мінералізацією 2,5 — 5,0 г/дм³. Виробник: ТОВ «Шаянські мінеральні води».

## Історія
Історія шаянських вод пов'язана з віковою історією Мармароша, його столиці м.Хуст, Хустського Замку на вершині замкової гори, який охороняв дороги з Молдавії, Польщі, Трансільванії, так званий «соляний шлях» вивозу кам'яної солі з Солотвинських солекопалень ще в 892 році. Найширше історія мінеральних вод Мармароша відображена в монографії Sziladyi І. (1876). Хоча цілющі джерела Мармароша були відомі з прадавніх часів, згадки про мінеральні джерела на південно-східних околицях смт.Вишково, колишньому «коронному місті», що знаходиться на відстані 20 км від м.Хуст, з'являються починаючи з 1753 року у працях ВеІ М., Platini, dr.Lenhossek M., Muller B. та Tognio L. Це джерела під назвами «Nyulas», «Kovacs», «Visk-vagegyi furdo», «Joros forras». Відомо, що тут в 1818 році на базі цих вуглекислих гідрокарбонатних залізистих мінеральних вод була заснована одна з найстаріших і відомих купалень Мармароської жупи «Замкова Купіль» у підніжжя Замкової гори (г. Варгедь, 991м).

## Сучасність
На базі Шаянського родовища вуглекислих мінеральних вод в живописній місцевості Шаян, розташованій в Солотвинській западині Закарпатського прогину, оточеній невисокими горами з округлими вершинами — Великий (477 м), Середній (325 м) і Малий Шаян на курорті Шаян у 1952 році було відкрито санаторій «Шаян» на 150 місць. В умовах курорту для питного лікування, вуглекислих мінеральних ванн, промивань кишечника та іншого порожнинного введення використовуються гідрокарбонатні натрієві води свердловин № 4, № 242 біля підніжжя г. В.Шаян. Хлоридно-гідрокарбонатна мінеральна вода св.№ 2 біля підніжжя г. М.Шаян, що однією із перших була рекомендована для лікування урологічних захворювань ще у 50-ті роки XX сторіччя, в тому числі корифеєм медицини Закарпаття професором А.Фединцем, в умовах курорту Шаян використовується тільки для питного лікування, а з 1999 року почала розливатись у пляшки. Розлив мінеральної води «Шаянська» зі св. № 242 розпочався ще в 1964 році.

## Мінеральний склад та фізико-хімічні властивості
|                   | Вміст                   |
| Гідро-карбонати   | 1500—3000 мг / дм ³     |
| Хлориди           | 120-350 мг / дм ³       |
| Сульфати          | не більше 150 мг / дм ³ |
| Кальцій           | 80-90 мг / дм ³         |
| Магній            | не більше 100 мг / дм ³ |
| Натрій + Калій    | 500-1300 мг / дм ³      |
| Кремнієва кислота | 50-150 мг / дм ³        |